# خانواده بورجا (مجموعه تلویزیونی ۲۰۱۱)
خانواده بورجا (انگلیسی: The Borgias) یک مجموعهٔ تلویزیونی داستان تاریخی درام است. نیل جردن خالق این مجموعه است که در سال ۲۰۱۱ آغاز شد و در سال ۲۰۱۳ ساخت ادامهٔ آن لغو شد. مجموعه انتخاب رودریگو بورجیا به عنوان پاپ و به قدرت رسیدن خانوادهٔ او را به تصویر می‌کشد.

## بازیگران
- جرمی آیرونز در نقش الکساندر ششم
- فرانسوا آرنو در نقش چزاره بورجیا
- هالیدی گرینجر در نقش لوکرتسیا بورجیا
- جوآن ولی در نقش ونوتزا دی کاتانی
- لاته فربیک در نقش جولیا فارنسه
- دیوید اوکس در نقش خوئان بورجیا
- شان هریس در نقش میکلتو کوریا
- ایدن الکساندر در نقش گوفردو بورجا
- کلم فیور در نقش ژولیوس دوم
- جینا مک‌کی در نقش کاترینا اسفورتسا
- توره لینهارت

## نمای کلی مجموعه
| فصل | قسمت‌ها | قسمت‌ها | تاریخ اصلی روی آنتن رفتن | تاریخ اصلی روی آنتن رفتن |
| فصل | قسمت‌ها | قسمت‌ها | اولین بار                | آخرین بار                |
| --- | ------ | ------ | ------------------------ | ------------------------ |
| ۱   | ۹      | ۹      | ۳ آوریل ۲۰۱۱             | ۲۲ مه ۲۰۱۱               |
| ۲   | ۱۰     | ۱۰     | ۸ آوریل ۲۰۱۲             | ۱۷ ژوئن ۲۰۱۲             |
| ۳   | ۱۰     | ۱۰     | ۱۴ آوریل ۲۰۱۳            | ۱۶ ژوئن ۲۰۱۳             |

## قسمت‌ها

### فصل ۱ (۲۰۱۱)
| شم. کلی | شم. در فصل | عنوان              | کارگردان       | نویسنده  | تاریخ انتشار اصلی | ایالات متحده تعداد بیننده (میلیون) |
| ------- | ---------- | ------------------ | -------------- | -------- | ----------------- | ---------------------------------- |
| ۱       | ۱          | «جام زهر»          | نیل جردن       | نیل جردن | ۳ آوریل ۲۰۱۱      | ۱٫۰۶                               |
| ۲       | ۲          | «آدم‌کش»            | نیل جردن       | نیل جردن | ۳ آوریل ۲۰۱۱      | ۱٫۰۶                               |
| ۳       | ۳          | «مور»              | سیمون کِلن جونز | نیل جردن | ۱۰ آوریل ۲۰۱۱     | ۰٫۶۸۳                              |
| ۴       | ۴          | «عروسی لوکرتسیا»   | سیمون کلن جونز | نیل جردن | ۱۷ آوریل ۲۰۱۱     | ۰٫۷۰۸                              |
| ۵       | ۵          | «بورجیاهای عاشق»   | جان می‌بری      | نیل جردن | ۲۴ آوریل ۲۰۱۱     | ۰٫۷۷۸                              |
| ۶       | ۶          | «شاه فرانسه»       | جان می‌بری      | نیل جردن | ۱ مه ۲۰۱۱         | ۰٫۸۲۴                              |
| ۷       | ۷          | «مرگ، بر اسب سفید» | جرمی پودسوا    | نیل جردن | ۸ مه ۲۰۱۱         | ۰٫۸۵۵                              |
| ۸       | ۸          | «هنر جنگ»          | جرمی پودسوا    | نیل جردن | ۱۵ مه ۲۰۱۱        | ۰٫۷۶۴                              |
| ۹       | ۹          | «Nessuno (هیچ‌کس)»  | جرمی پودسوا    | نیل جردن | ۲۲ مه ۲۰۱۱        | ۰٫۸۱۰                              |

### فصل ۲ (۲۰۱۲)
| شم. کلی | شم. در فصل | عنوان             | کارگردان      | نویسنده     | تاریخ انتشار اصلی | ایالات متحده تعداد بیننده (میلیون) |
| ------- | ---------- | ----------------- | ------------- | ----------- | ----------------- | ---------------------------------- |
| ۱۰      | ۱          | «گاو بورجیا»      | نیل جردن      | نیل جردن    | ۸ آوریل ۲۰۱۲      | ۰٫۶۰۵                              |
| ۱۱      | ۲          | «پائولو»          | نیل جردن      | نیل جردن    | ۱۵ آوریل ۲۰۱۲     | ۰٫۵۳۴                              |
| ۱۲      | ۳          | «فریب زیبا»       | جان امیل      | نیل جردن    | ۲۲ آوریل ۲۰۱۲     | ۰٫۵۰۹                              |
| ۱۳      | ۴          | «سگ‌های ولگرد»     | جان امیل      | نیل جردن    | ۲۹ آوریل ۲۰۱۲     | ۰٫۵۷۹                              |
| ۱۴      | ۵          | «انتخاب»          | کاری اسکاگلند | نیل جردن    | ۶ مه ۲۰۱۲         | ۰٫۵۶۷                              |
| ۱۵      | ۶          | «چهارشنبه خاکستر» | جان می‌بری     | دیوید لیلند | ۱۳ مه ۲۰۱۲        | ۰٫۶۸۷                              |
| ۱۶      | ۷          | «محاصره در فورلی» | کاری اسکاگلند | دیوید لیلند | ۲۰ مه ۲۰۱۲        | ۰٫۵۵۴                              |
| ۱۷      | ۸          | «حقیقت و دروغ‌ها»  | جان می‌بری     | دیوید لیلند | ۳ ژوئن ۲۰۱۲       | ۰٫۵۶۷                              |
| ۱۸      | ۹          | «جهان شگفتی‌ها»    | دیوید لیلند   | دیوید لیلند | ۱۰ ژوئن ۲۰۱۲      | ۰٫۶۲۱                              |
| ۱۹      | ۱۰         | «اعتراف»          | دیوید لیلند   | گای برت     | ۱۷ ژوئن ۲۰۱۲      | ۰٫۵۱۷                              |

### فصل ۳ (۲۰۱۳)
| شم. کلی | شم. در فصل | عنوان             | کارگردان      | نویسنده  | تاریخ انتشار اصلی | ایالات متحده تعداد بیننده (میلیون) |
| ------- | ---------- | ----------------- | ------------- | -------- | ----------------- | ---------------------------------- |
| ۲۰      | ۱          | «چهرهٔ مرگ»        | کاری اسکاگلند | گای برت  | ۱۴ آوریل ۲۰۱۳     | ۰٫۵۸۲                              |
| ۲۱      | ۲          | «تطهیر»           | کاری اسکاگلند | نیل جردن | ۲۱ آوریل ۲۰۱۳     | ۰٫۴۷۴                              |
| ۲۲      | ۳          | «خواهر–برادر»     | جان امیل      | گای برت  | ۲۸ آوریل ۲۰۱۳     | ۰٫۵۶۹                              |
| ۲۳      | ۴          | «ضیافت شاه‌بلوط‌ها» | جان امیل      | گای برت  | ۵ مه ۲۰۱۳         | ۰٫۶۷۴                              |
| ۲۴      | ۵          | «گرگ و بره»       | کاری اسکاگلند | نیل جردن | ۱۲ مه ۲۰۱۳        | ۰٫۷۴۹                              |
| ۲۵      | ۶          | «آثار مقدس»       | کاری اسکاگلند | گای برت  | ۱۹ مه ۲۰۱۳        | ۰٫۶۶۳                              |
| ۲۶      | ۷          | «گامبی لوکرتسیا»  | دیوید لیلند   | نیل جردن | ۲۶ مه ۲۰۱۳        | ۰٫۴۲۱                              |
| ۲۷      | ۸          | «اشک‌های خون»      | دیوید لیلند   | نیل جردن | ۲ ژوئن ۲۰۱۳       | ۰٫۸۰۴                              |
| ۲۸      | ۹          | «نقشهٔ باروت»      | نیل جردن      | نیل جردن | ۹ ژوئن ۲۰۱۳       | ۰٫۶۱۱                              |
| ۲۹      | ۱۰         | «شاهزاده»         | نیل جردن      | نیل جردن | ۱۶ ژوئن ۲۰۱۳      | ۰٫۵۲۸                              |

## لغو ساخت فصل چهارم
در 5 ژوئن 2013  شبکه تلوزیونی شوتایم به علت بالا بودن هزینه‌های تولید، ساخت فصل چهارم این سریال را لغو کرد. همچنین پیشنهاد ساخت قسمتی 2 ساعته برای اتمام داستان نیز توسط این شبکه رد شد. به همین خاطر کمپینی از سوی طرفداران این سریال جهت متقاعد کردن سرمایه‌گذار تشکیل شد اما در نهایت تنها اعلام شد که فیلمنامه قسمت دو ساعته‌ی پایانی به صورت فایل الکترونیک منتشر خواهد شد.